# 채털리 부인의 연인
《채털리 부인의 연인》(Lady Chatterley's Lover)은 영국 소설가 D. H. 로렌스가 1926년에서 1928년에 걸쳐 쓴 소설이다. 《채털리 부인의 사랑》이라는 제목으로 옮겨지기도 한다. 로렌스의 마지막 소설로, 이탈리아에서 1928년, 프랑스에서 1929년에 출판되었으나 영국에서는 1960년 펭귄 북스가 소송에서 승리하고 나서야 검열되지 않은 판본이 출간될 수 있었다. 그밖에도 미국, 캐나다, 호주, 일본 등에서 외설을 이유로 검열을 받은 적이 있다. 노동계급 남성과 상류층 여성 간의 관계 묘사와, 당시 출판물에 자유롭게 쓰이지 못했던 비속어를 사용했던 점 등으로 알려졌다.
《채털리 부인의 연인》은 최초 집필부터 탈고까지 두 번에 걸쳐 크게 개정되어 총 3개의 판본이 존재한다. 아래 설명은 주로 1928년 출간된 제3판본을 기준으로 한다.

## 줄거리
교양있는 중산층 가정에서 자란 콘스턴스(코니)는 클리포드 채털리라는 젊은 귀족과 결혼하지만, 클리포드는 제1차 세계대전에서 입은 부상으로 하반신 불구가 된다. 남편을 간호하고 그의 소설 창작을 돕는 데 전념하던 코니는 마음의 병을 얻어 건강이 악화되게 된다. 간호를 대신해 줄 볼튼 부인의 권유로 주변 숲을 산책하다가 사냥터지기인 올리버 멜러즈를 만나 사랑에 빠지게 된다. 클리포드와 헤어질 계기를 마련하기 위해 코니가 여행간 사이 두 사람의 추문이 퍼지게 되고, 결국 멜러즈는 해고된다. 여행에서 돌아온 코니는 클리포드에게 이혼을 요구하고, 이혼소송을 밟기 위해 코니와 멜러즈는 잠시 헤어지게 된다.

## 작품 주제
- 정신과 육체
- 산업사회 비판

## 외설성에 대한 논쟁과 재판
작가 D. H. 로렌스는 1928년에 사적으로 약 2000부의 《채털리 부인의 연인》을 출판하여 영국, 미국과 프랑스 등지의 독자들에게 전달했다. 로렌스가 사망한 지 2년 후인 1932년에는 출판업자인 마틴 세커(Martin Secker)에 의해 일부 수정이 된 판본이 영국에 출판되었다.
1960년 11월 삭제된 내용이 없는 마지막 세번째 판본이 펭귄 북스에 의해 출판되었다. 이는 영국의 1959년 외설물 출판법에 의거하여, 펭귄 북스가 재판에서 승소함에 따른 것이다. 당시 재판에는 E. M. 포스터, 레이먼드 윌리엄스 등 영국의 당대 문인과 비평가들이 증인으로 출석했다. 펭귄 북스는 11월 2일 승소 후 두번째 출판본에 다음 문구를 덧붙였다.

펭귄 북스는 이 책을 출간하여 1959년 외설물 출판법에 의해 기소되어 1960년 10월 20일부터 11월 2일까지 중앙형사재판소에서 재판을 받은 바 있습니다. 그러므로 무죄를 평결하여 D. H. 로렌스의 마지막 소설이 처음으로 영국에서 대중에게 공개될 수 있도록 한, 3명의 여성과 9명의 남성으로 구성된 12인의 배심원단에게 이 출판본을 바칩니다.
For having published this book, Penguin Books was prosecuted under the Obscene Publications Act, 1959 at the Old Bailey in London from 20 October to 2 November 1960. This edition is therefore dedicated to the twelve jurors, three women and nine men, who returned a verdict of 'not guilty' and thus made D. H. Lawrence's last novel available for the first time to the public in the United Kingdom.

《채털리 부인의 연인》의 출판을 둘러싼 1960년의 재판은 당시 영국의 사회적 변화를 드러내는 동시에 추동했던 사건들 중 하나로 평가받고 있다. 해당 재판은 BBC 컴리 웨일스에 의해 2006년 TV 드라마 《더 채털리 어페어》(The Chatterley Affair)로 영상화되었다.

## 같이 보기
- 르 몽드가 선정한 세기의 도서 100권

## 참고자료
- 《내 목은 짧으니 조심해서 자르게》.(박원순) (한겨레 출판)
- 《채털리》(비에르 비투 공저 / 박혜숙 옮김) (이룸 출판)
- 《채털리 부인의 사랑 : 성스럽고 경이로운 성의 작품》 (조일제)